# 56e armée (Union soviétique)
 (mars 2018).
Si vous disposez d'ouvrages ou d'articles de référence ou si vous connaissez des sites web de qualité traitant du thème abordé ici, merci de compléter l'article en donnant les références utiles à sa vérifiabilité et en les liant à la section « Notes et références ».
La 56e armée soviétique (56-я армия en russe) est une unité militaire qui a combattu durant la Grande Guerre patriotique.

## Historique

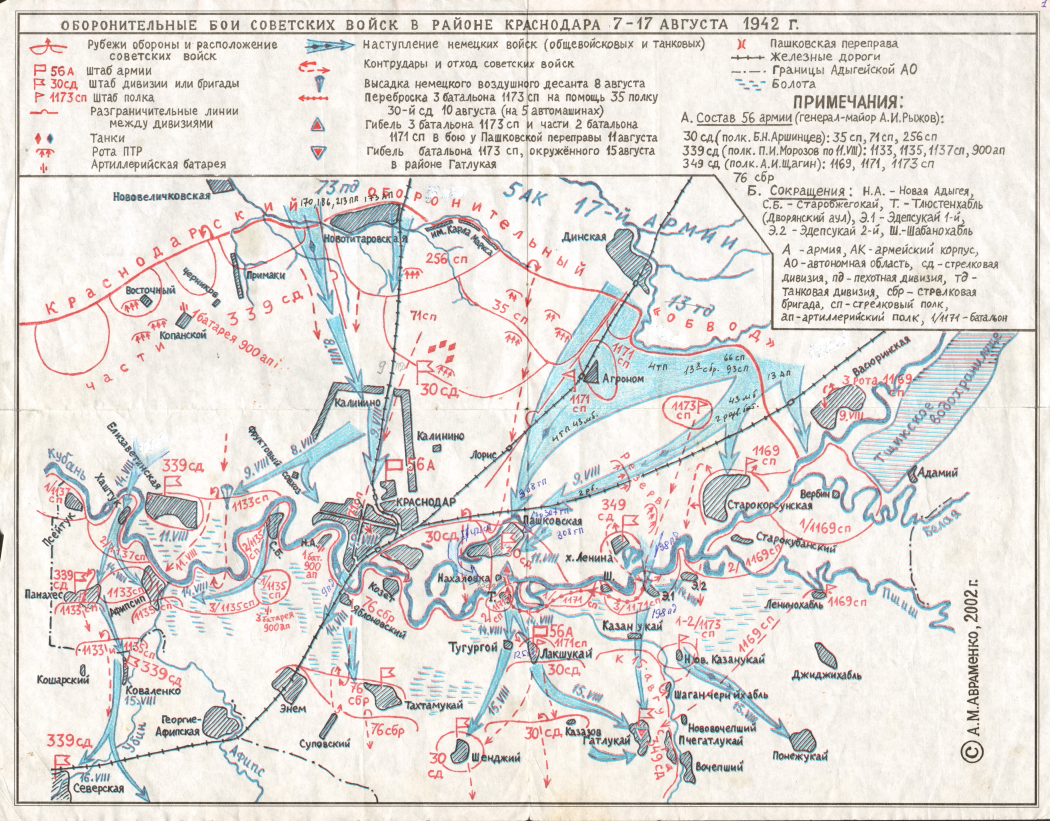
Carte de la bataille de Krasnodar le 12 août 1942.

## Commandement
- (octobre 1941 - décembre 1941) : Fyodor Remezov
- (décembre 1941 - juillet 1942) : Viktor Tsyganov (en)
- (juillet 1942 - janvier 1943) :  Alexandre Ivanovitch Ryjov
- (janvier 1943 - octobre 1943) : Andreï Gretchko
- (octobre 1943 - novembre 1943) : Kondrat Semenovich Melnik